# Вандомська колона
48°52′03″ пн. ш. 2°19′46″ сх. д. / 48.867469° пн. ш. 2.329414° сх. д.

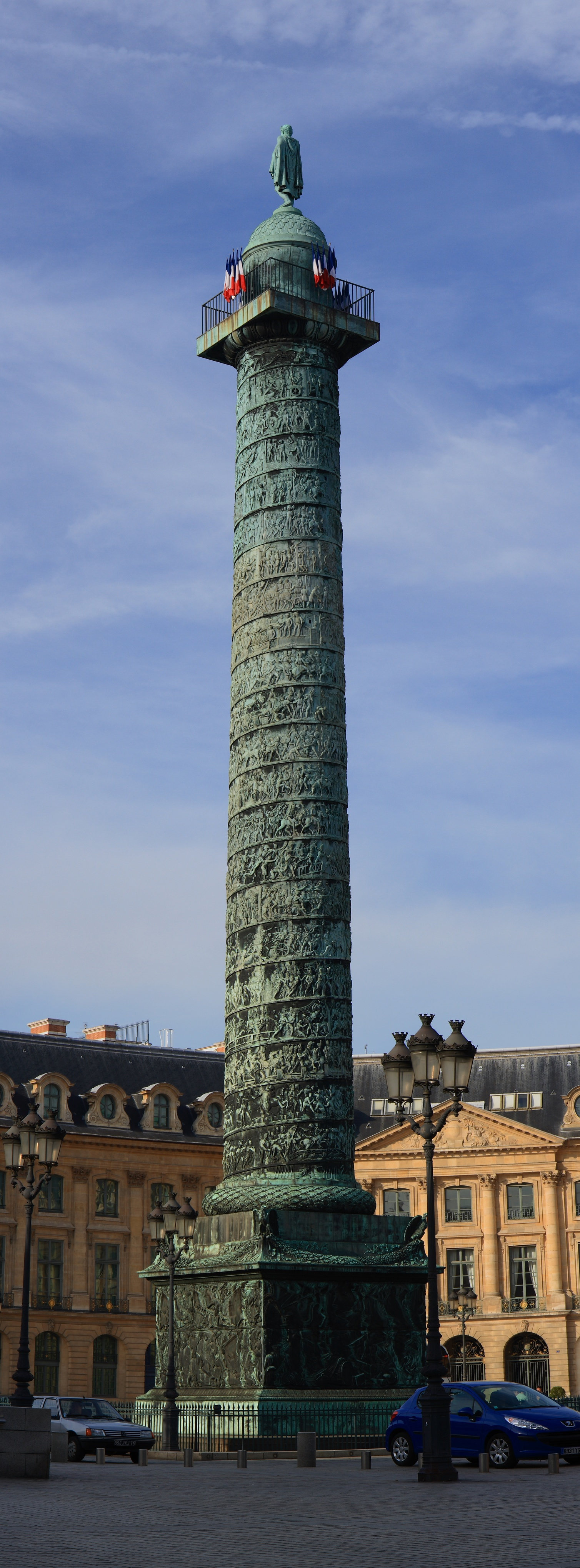
Вандомська колона

 Вандомська колона  (фр. Colonne Vendôme) на Вандомській площі (фр. Place Vendôme) в 1-му муніципальному окрузі Парижa на честь перемоги Наполеона I під Аустерліцем.
Зводилася з 25 серпня 1806 року по 15 серпня 1810 року. Проєкт архітекторів Ж. Гондуена і Ж.-Б. Лепера.

## Історія
Колона, відлита з австрійських і російських гармат за зразком колони Траяна за бажанням Наполеона в 1807 року, зі статуєю імператора і 76 скульптурними рельєфами роботи художника Давида за ескізами Бержера була встановлена на місці бронзової статуї Людовика XIV роботи скульптора Жирардо, що простояла там рівно сто років з 12 серпня 1692 року по 12 серпня 1792.
Висота колони 44 м, нагорі знаходиться статуя Наполеона I. Це вже третя статуя, що прикрашає колону. Після взяття союзниками Парижа в 1814 році першу статую Наполеона було знято й замінено на білий прапор Бурбонів з лілеями. В 1818 році її розплавили й зробили статую Генріха IV на Новому мосту. В 1833 році Луї-Філіп I наказав зробити нову статую Наполеона і поставити її на колону. В 1850-і роки Наполеон III, побоюючись, що високохудожня статуя може постраждати від негоди, розпорядився зняти її і виставити в Домі Інвалідів біля гробниці Наполеона I, а для колони зробити копію.
Вандомська колона з відновленою статуєю Наполеона I з одного боку, стала символом поклоніння бонапартисти, з іншого — об'єктом критики противників Наполеона. Наприклад, Генріх Гейне засуджував цей пам'ятник, як такий, що прославляє мілітаризм. Знамениті французькі поети Огюст Барб'є і Альфонс Ламартін висловлювали обурення з приводу існування колони. Вимагали зруйнування колони публіцисти П. Ланжалле і П. Корьє.

### Під час Паризької комуни

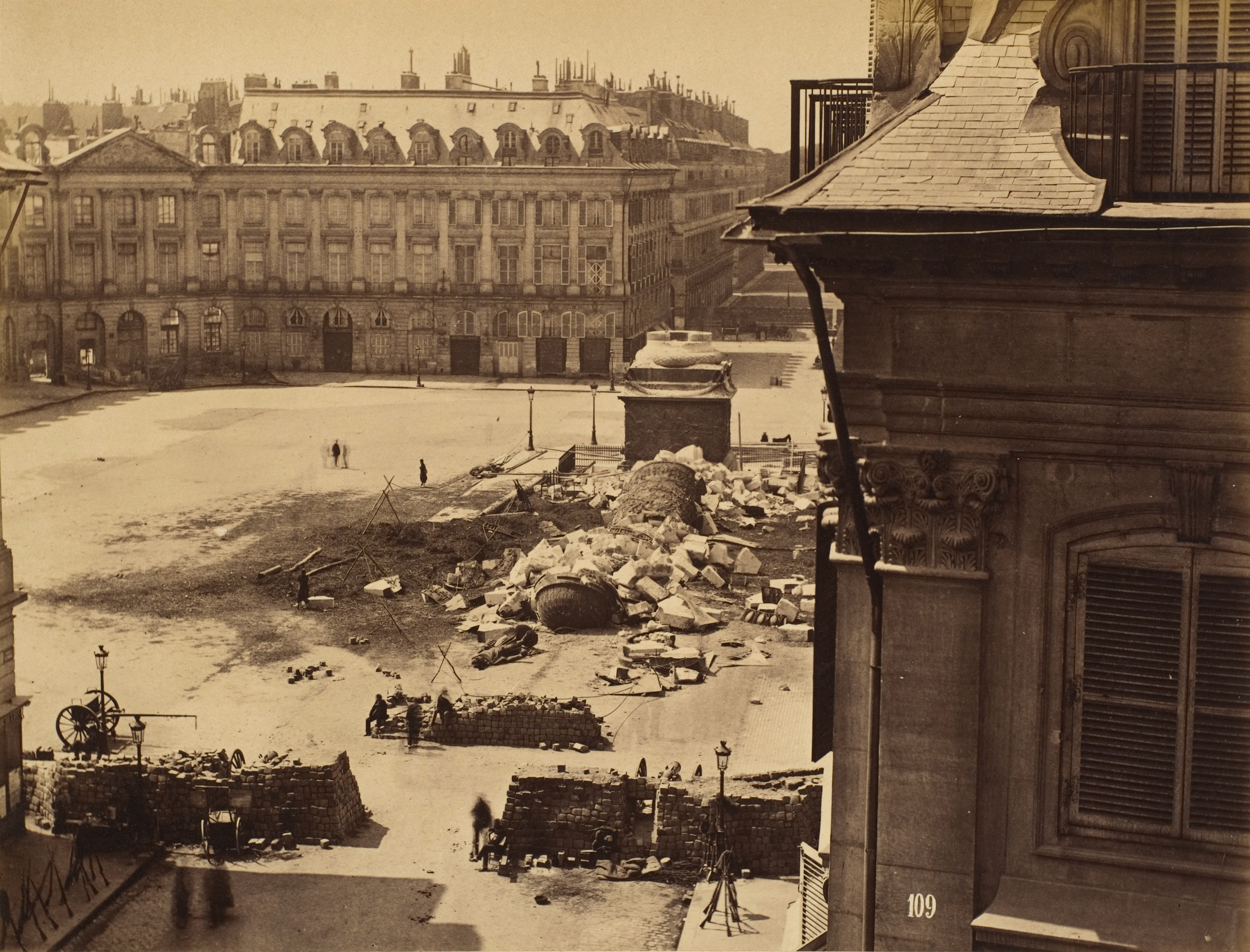
Зруйнована колона

Але найдраматичніші події чекали на колону в дні Паризької комуни в 1871 році. Відомий художник Гюстав Курбе ще з моменту падіння Другої імперії у вересні 1870 року висловлювався за знесення колони, що створює «враження кривавого струмка у мирному саду», і за те, щоб перенести цей пам'ятник на еспланаду Дому інвалідів і встановити на малолюдному місці, що відвідується переважно військовиками. Під час Комуни Курбе став комісаром з культури і був близький до здійснення своєї мрії. Але громадська думка Парижа вимагала повного знищення колони.
12 квітня 1871 року Комуна, за пропозицією Ф. Піа, прийняла декрет:

«Паризька Комуна, вважаючи, що імператорська колона на Вандомській площі є пам'ятником варварству, символом грубої сили і хибної слави, утвердженням мілітаризму, запереченням міжнародного права, постійною образою переможених з боку переможців, безперервним замахом на один із трьох великих принципів Французької республіки — Братерство, постановляє: Стаття перша і єдина. — Колона на Вандомській площі буде зруйнована».

18 травня 1871 року колону було повалено на землю при величезному скупченні народу. Після поразки Комуни новий уряд підняв колону, відновив у черговий раз зняту статую Наполеона I і зобов'язав Курбе через суд оплатити витрати. Майно художника було розпродано, але й після виходу з в'язниці він був зобов'язаний платити 10 000 франків щороку. Через 7 років Курбе помер у бідності.

## Як дістатися
Метро: лінії 3, 7, 8, станція  Opéra 